# 大相撲平成28年5月場所
大相撲平成28年5月場所（おおずもうへいせい28ねん5がつばしょ）は、2016年5月8日から5月22日まで両国国技館で開催された大相撲本場所。
幕内最高優勝は横綱・白鵬翔（15戦全勝・2場所連続37回目）。

## 場所前の話題など
- 番付発表は2016年4月25日。
- 前場所、千秋楽まで優勝争いに絡んだ大関・稀勢の里が綱とりに挑むとあって、その取組が期待された。
- 十枚目では入門時から奇手、居反りが得意なことで注目されていた新十両の宇良の取組に期待された。

## 番付・星取表
| 東       | 東       | 東       | 番付   | 西       | 西         | 西     |
| 四股名   | 成績     | 結果     | 番付   | 四股名   | 成績       | 結果   |
| -------- | -------- | -------- | ------ | -------- | ---------- | ------ |
| 白鵬     | 15戦全勝 | 優勝     | 横綱   | 鶴竜     | 11勝4敗    |        |
| 日馬富士 | 10勝5敗  |          | 横綱   |          |            |        |
| 稀勢の里 | 13勝2敗  | 優勝次点 | 大関   | 豪栄道   | 9勝6敗     |        |
| 琴奨菊   | 10勝5敗  |          | 大関   | 照ノ富士 | 2勝13敗    |        |
| 琴勇輝   | 7勝8敗   |          | 関脇   | 勢       | 4勝11敗    |        |
| 魁聖     | 8勝7敗   |          | 小結   | 隠岐の海 | 6勝9敗     |        |
| 妙義龍   | 6勝9敗   |          | 前頭1  | 宝富士   | 7勝8敗     |        |
| 正代     | 6勝9敗   |          | 前頭2  | 逸ノ城   | 5勝10敗    |        |
| 碧山     | 6勝9敗   |          | 前頭3  | 安美錦   | 1勝2敗12休 |        |
| 嘉風     | 7勝8敗   |          | 前頭4  | 栃ノ心   | 10勝5敗    | 技能賞 |
| 栃煌山   | 8勝7敗   |          | 前頭5  | 髙安     | 9勝6敗     |        |
| 貴ノ岩   | 5勝10敗  |          | 前頭6  | 玉鷲     | 4勝11敗    |        |
| 豊ノ島   | 5勝10敗  |          | 前頭7  | 大砂嵐   | 9勝6敗     |        |
| 旭秀鵬   | 全休     |          | 前頭8  | 御嶽海   | 11勝4敗    | 敢闘賞 |
| 蒼国来   | 7勝8敗   |          | 前頭9  | 大栄翔   | 6勝9敗     |        |
| 佐田の海 | 7勝8敗   |          | 前頭10 | 德勝龍   | 6勝9敗     |        |
| 千代鳳   | 8勝7敗   |          | 前頭11 | 松鳳山   | 11勝4敗    |        |
| 豪風     | 8勝7敗   |          | 前頭12 | 阿夢露   | 3勝8敗4休  |        |
| 大翔丸   | 9勝6敗   |          | 前頭13 | 英乃海   | 5勝10敗    |        |
| 錦木     | 7勝8敗   |          | 前頭14 | 青狼     | 5勝10敗    |        |
| 臥牙丸   | 6勝9敗   |          | 前頭15 | 遠藤     | 11勝4敗    |        |
| 千代大龍 | 6勝9敗   |          | 前頭16 |          |            |        |

## 優勝争い
前場所終盤に崩れて10勝に終わった横綱鶴竜は5日目に関脇勢、7日目に関脇琴勇輝にそれぞれ不覚を取り、序盤で2敗した。その後は11日目まで2敗で優勝争いに絡んでいたが、12日目に大関琴奨菊にいい所なく寄り切られ、優勝争いから脱落。11勝に終わった。前場所は足の怪我の影響で9勝に終わった日馬富士は3日目に逸ノ城との熱戦に敗れ、9日目にも小結隠岐の海にも敗れたが、12日目まで2敗で優勝争いに絡んでいた。しかし、13日目から3連敗を喫し、10勝に終わった。大関豪栄道は、初日から5連勝をするなどして中日まで1敗で優勝争いに絡んでいたが、終盤に大きく崩れ9勝、琴奨菊は序盤に宝富士・妙義龍の立合いの変化にバッタリ倒れるなどして中日までに3敗を喫し、10勝に終わった。照ノ富士は膝の怪我の影響からか初日から2連勝も3日目から13連敗。大関としての最多連敗記録で名寄岩（昭和21年11月場所から昭和22年11月場所）の12を超え、休場を含まない大関連敗記録を69年ぶりに更新。さらに皆勤大関として同一場所で13敗を喫し、千代大海（平成21年3月場所）のワースト記録に並ぶという不甲斐ない記録も更新してしまった。前場所優勝の横綱白鵬は初日から盤石の相撲で12連勝、綱とりの大関稀勢の里も落ち着いた相撲で12連勝をし、優勝争いはこの2人が主軸となった。
2人だけとなった全勝力士は13日目に直接対決となり、熱戦の末下手投げで白鵬が勝利した。稀勢の里は1敗に後退。翌14日目は結び前は白鵬は日馬富士との横綱対決をこれまた熱戦の末寄り切りで勝利し、全勝を守った。そして、結びの結果を待つこととなった。そして結びは稀勢の里が鶴竜にいい所なく寄り切られ2敗。この時点で1敗の力士がいなくなり、白鵬の2場所連続37回目の優勝が決まった。しかし、取組終了後、元大関若嶋津の二所ノ関審判部長は、稀勢の里について「13勝なら来場所につながる。明日ですよ」と、千秋楽の日馬富士戦に勝利すれば来場所（名古屋場所）も綱とり継続ということを公言した。そして翌千秋楽、稀勢の里は日馬富士を押し出しで破って13勝目。綱とりの夢を来場所に託すことになった。全勝優勝を懸ける白鵬は千秋楽結びの一番で鶴竜と対戦。熱戦の末豪快なうっちゃりで鶴竜を破り、37回目の優勝を12回目の全勝で飾った。また、前場所2日目から続いている連勝記録も29に伸ばした。
三賞だが、殊勲賞は該当者がいなかった。敢闘賞は11勝を挙げた御嶽海、技能賞は10勝を挙げ、豪快な吊りが評価された栃ノ心がそれぞれ受賞した。千秋楽に勝てばという条件で遠藤も敢闘賞の候補に挙がったが、敗れてしまい惜しくも受賞はならなかった。

## トピック
- 過去最多の37回の優勝を誇る横綱・白鵬は今場所も様々な記録を更新した。
  - 2日目に宝富士に勝利した事で、魁皇の持っていた幕内最多勝利記録879勝を更新。幕内勝利数が歴代単独一位となった[3]。
  - 4日目には初顔の正代を押し出して4連勝し初顔27連勝となり歴代単独3位に浮上した[4]。
  - 6日目には先場所からの連勝を20に伸ばし自身8度目の20連勝とする。さらに8日目で勝ち越し、自身が持つストレート給金の最多記録を41（1949年の1場所15日制定着以降）に更新[5]。
  - 今場所は14日目に優勝を決めたが、14日目までに優勝を決定させるのは16度目となり、千代の富士を抜いて歴代単独１位となった[6]。
- 今場所も15日間満員御礼となり、東京場所としては5場所連続で15日間満員御礼となった。更に、入場券完売を意味する「札止め」は初場所に続き11日間だった。懸賞の総本数は1889本で過去最多の昨年秋場所の1979本には届かなかった。しかし、千秋楽は175本で同年秋場所の千秋楽に並び、過去最多となった[7]。
- 場所中の5月8日、千賀ノ浦部屋が出羽海一門から貴乃花一門へ移籍した[8]。また、稲川親方（元小結普天王）が千賀ノ浦部屋から木瀬部屋に移籍した[9]。
- 場所後の6月1日、朝日山親方（元関脇琴錦）が尾車部屋から独立し朝日山部屋を創設した[10]。

## 各段優勝・三賞
※四股名は2016年5月場所当時のもの。
| タイトル     | タイトル     | 四股名       | 地位           | 成績       | 部屋         | 出身                     | 回数・備考                 |
| ------------ | ------------ | ------------ | -------------- | ---------- | ------------ | ------------------------ | -------------------------- |
| 幕内最高優勝 | 幕内最高優勝 | 白鵬翔       | 東横綱         | 15戦全勝   | 宮城野部屋   | モンゴル・ウランバートル | 2場所連続37回目            |
| 三賞         | 殊勲賞       | 該当者なし   | 該当者なし     | 該当者なし | 該当者なし   | 該当者なし               | 該当者なし                 |
| 三賞         | 敢闘賞       | 御嶽海久司   | 西前頭8枚目    | 11勝4敗    | 出羽海部屋   | 長野県木曽郡上松町       | 初受賞                     |
| 三賞         | 技能賞       | 栃ノ心剛     | 西前頭4枚目    | 10勝5敗    | 春日野部屋   | ジョージア・ムツヘタ     | 初受賞                     |
| 十両優勝     | 十両優勝     | 千代の国憲輝 | 東十両3枚目    | 12勝3敗    | 九重部屋     | 三重県伊賀市             | 2回目                      |
| 幕下優勝     | 幕下優勝     | 小柳亮太     | 西幕下58枚目   | 7戦全勝    | 時津風部屋   | 新潟県新潟市中央区       | 阿武咲との優勝決定戦に勝利 |
| 三段目優勝   | 三段目優勝   | 琴太豪晃匡   | 西三段目44枚目 | 7戦全勝    | 佐渡ヶ嶽部屋 | 大分県日田市             |                            |
| 序二段優勝   | 序二段優勝   | 玉木一嗣磨   | 西序二段10枚目 | 7戦全勝    | 高砂部屋     | 三重県伊勢市             |                            |
| 序ノ口優勝   | 序ノ口優勝   | 池川勇気     | 西序ノ口10枚目 | 7戦全勝    | 八角部屋     | 大阪府松原市             |                            |